# Mariah Carey (album)
Albums de Mariah Carey
Emotions
(1991)
Singles
Mariah Carey est le premier album de l'artiste américaine Mariah Carey. Il sort le 12 juin 1990 sous le label Columbia Records. L'album contient différents styles contemporains et les chansons sont un mélange de morceaux dance et ballades. À l'origine, Carey écrit quatre chansons avec Ben Margulies et les enregistre sur une cassette. Ces chansons sont intégrées dans l'album après les avoir modifiées à la suite du contrat avec Columbia. En dehors de Margulies, Carey collabore avec plusieurs auteurs professionnels et des producteurs, qui sont choisis par Tommy Mottola de Columbia. Mariah Carey a été produit principalement par Rhett Lawrence, Ric Wake et Narada Michael Walden, tous considérés comme de bons producteurs à l'époque. Avec Carey, ils préparent l'album et le restructurent depuis les cassettes.
Depuis sa sortie, l'album reçoit des critiques positives qui complimentent la voix et la technique vocale de Carey. Il rencontre également le succès auprès du public. Si les ventes sont faibles au départ, il devient numéro un dans le Billboard 200 après l'apparition de Carey à la 33e cérémonie des Grammy Awards, et y reste pendant onze semaines. Mariah Carey est certifié neuf fois disque de platine par la Recording Industry Association of America (RIAA) pour la vente de neuf millions d'exemplaires. L'album rencontre un succès similaire au Canada, où il est numéro un et certifié sept fois disque de platine. Mariah Carey marche un peu moins dans les autres pays mais atteint le top 10 en Australie, Norvège, Nouvelle-Zélande, Royaume-Uni et Suède. L'album s'est vendu à quinze millions d'exemplaires dans le monde.
Cinq singles accompagnent la sortie de l'album dont quatre qui deviennent des numéros un dans le Hot 100. Vision of Love est choisie comme le premier single et est numéro un au Canada, Nouvelle-Zélande et États-Unis. La chanson est acclamée par les critiques et considérée comme l'une des meilleures entrées d'artistes. Elle est aussi créditée comme l'une des influences majeures de l'utilisation du mélisme. Le second single, Love Takes Time, est aussi numéro un au Canada et aux États-Unis. Avec les deux singles suivants, Someday et I Don't Wanna Cry, numéros un aux États-Unis, Carey devient la première artiste depuis The Jackson Five à voir ses quatre premiers singles devenir numéro un.

## Genèse
En 1988, Mariah Carey a 18 ans et part de la maison de sa mère à Long Island pour acheter un petit appartement à Manhattan. Elle réalise une cassette de quatre chansons qu'elle a écrites à l'université avec Ben Margulies. À la fin de l'année, Carey, sans contrat, peine à attirer les producteurs de New York. Alors qu'elle vit de petits boulots, elle écrit toujours des chansons avec Margulies et modifie les cassettes. Après plusieurs mois difficiles, Carey rencontre la chanteuse Brenda K. Starr et devient l'une de ses choristes. Starr entend la voix de Carey tout au long des sessions et trouve qu'elle a du talent. Elle se rend compte que Carey est capable d'avoir du succès mais a besoin d'aide pour être intégrée dans la musique moderne.
« Je n'avais vraiment pas envie de faire ça, mais je me suis dit que cela serait mieux que ce que je fais actuellement. Je suis donc allée aux auditions, et Brenda a été une personne géniale ».
Un soir, Starr emmène Carey à un gala dans l'espoir de convaincre un label d'écouter ses cassettes. Jerry L. Greenberg, président de Atlantic Records la remarque. Alors qu'elle lui donne la cassette, Tommy Mottola se jette sur l'occasion et lui dit qu'il veut faire un contrat pour « le projet ». Alors que Mottola saute dans sa limousine, il écoute les cassettes et se rend compte de l'ampleur du talent qu'il a découvert. Il retourne à la soirée mais Carey est déjà partie.
« À ce moment-là, elle devient ma priorité. Nous ne la considérons pas comme une artiste dance-pop. Nous la considérons comme un produit ».
Après une semaine de recherches auprès du management de Starr, Mottola retrouve Carey et l'amène à Columbia Records. Après avoir rencontré Carey et sa mère Patricia pour la première fois, il dit : « Quand j'ai entendu et vu Mariah, il n'y avait aucun doute qu'elle était destinée à devenir une grande star ». Après un bref rendez-vous, Carey signe le contrat en décembre 1988.
Mottola était alors le dirigeant de Sony, le label parent de Columbia, et change le mode de fonctionnement de la compagnie. Il estime qu'il est très important pour le succès du label de faire découvrir une jeune artiste qui pourrait rivaliser avec Whitney Houston de Arista Records et Madonna de Sire Records. Il trouve que Carey représente les deux. Mottola s'implique dans le travail de Carey et elle se fait assister par des musiciens plus connus pour créer de nouvelles chansons comme Ric Wake, Narada Michael Walden.

## Enregistrement et structure musicale
Carey et Ben Margulies ont déjà commencé à écrire des chansons avant que Carey a signé le contrat, et ont composé quatorze chansons dont sept seront incluses dans l'album. Au début, Carey et Margulies prévoient de produire entièrement l'album mais le label refuse. Sur l'album, Carey travaille avec les auteurs et producteurs Ben Margulies, Rhett Lawrence, Narada Michael Walden, Ric Wake et Walter Afanasieff. Ce dernier a continué à collaborer avec Carey sur ses projets futurs.
« La voix la plus incroyable que vous n'ayez jamais entendue. J'ai eu littéralement la chair de poule après l'avoir entendue chanter. Je n'arrivais pas à croire en la puissance et la maturité de sa voix ».
Pour commencer l'album, Carey travaille avec Walden à New York et produisent I Don't Wanna Cry. Alors qu'il décrit Carey comme une fille « très timide », il remarque aussi qu'elle est très professionnelle pour son âge. En plus de cela, elle écrit There's Got to Be a Way lors de la première session avec Wake. Tout au long de celle-ci, ils écrivent quatre chansons, mais ne produisent que la dernière pour l'album. Après s'être envolé jusqu'à New York et avoir collaboré avec Carey, Walden est impressionné par sa voix. Ensemble, ils modifient les cassettes pour les rendre plus commerciales dans les studios Tarpan Studios à San Rafael en Californie. Pour travailler avec Lawrence, elle doit retourner à New York. Au studio, elle lui présente la cassette de Vision of Love qu'elle a écrite avec Margulies quelques années auparavant. Lawrence voit le « potentiel » de la chanson mais n'en tient pas compte pendant les premières sessions. Il la décrit comme une « sorte de marche traînante des années 1950 ». Selon Lawrence, Carey a besoin d'un son plus contemporain et vont donc à la rencontre de Margulies et du producteur Chris Toland. Ils ajoutent un nouvel arrangement à la progression d'accords tandis que Carey change la mélodie et la tonalité. Après quoi, Margulies ajoute quelques notes à l'arrangement, une guitare et une basse.
« J'utilisais mon plus haut registre... ce qui s'est passé à la fin, c'est que j'ai fait ces chiquenaudes vocales. Quand j'ai fait cela, ma voix s'est fissurée et est entrée en harmonie. Si vous entendez, ça se fissure. J'ai dit : « Débarrassez-moi de cela » et ils m'ont répondu : « Pas question, nous gardons ça » ».
Lorsque Carey travaille avec Walden sur I Don't Wanna Cry, ils travaillent sur plusieurs autres chansons. Ils décident de « ralentir le tempo » et de créer « un type pleurard de ballades » qui selon lui montre l'inspiration du gospel. Après avoir terminé la chanson, il remarque que Carey est perfectionniste. Il dit qu'après avoir fini la chanson, elle est retournée au studio la semaine suivante, pour corriger « une parole » qui la troublait. Parmi les quatre chansons qu'elle a donné à Mottola, Someday est la favorite de Wake depuis le début. « J'aimais cette chanson depuis le début... Puis Carey m'a appelé et m'a dit : « J'aimerais faire cette chanson si tu veux la faire ». C'était génial, j'étais si heureux qu'elle m'ait appelé ». Durant l'enregistrement, Carey révèle comment la chanson a été créée. Elle a travaillé sur la cassette avec Margulies dans son studio. Alors qu'il commence à jouer des notes, Carey lui fait changer les accords, fait le refrain, les paroles et la mélodie. Dans la chanson All in Your Mind, Carey fait une remarquable performance vocale en faisant des piqués jusqu'au fa6. Selon la chanteuse, sa voix a craqué à un moment dans les vocalises. Alors qu'elle voulait les enlever de la chanson, Wake et Walden sont très impressionnés et lui disent que cela fera très bien l'affaire.

## Accueil

### Critique
L'album reçoit généralement des critiques positives. Bill Lamb d'About.com complimente sa gamme vocale de cinq octaves et la considère comme un « nouveau plaisir de la musique pop ». De plus, il estime que Vision of Love est l'une de ses meilleures chansons, et à côté de ce qui est décrit comme des « chansons banales », il pense que Mariah Carey est un « premier album puissant ». Il conclut sa critique en écrivant : « C'est simplement l'un des plus magnifiques premiers albums jamais eu chez une artiste pop ». Ashley S. Battel de AllMusic trouve l'album « extrêmement impressionnant » et les chansons de l'album comme « des ballades douces et des chansons dance/R&B réjouissantes ». Battel conclut sa critique en disant : « Avec cette collection de chansons jouant un tremplin pour les succès futurs, Carey établit un gros standard en comparaison avec les percées des autres artistes du même genre ». Beaucoup de critiques disent que Mariah Carey est l'un des débuts les plus impressionnants de l'année, saluent les chansons, les paroles, la voix de Carey et l'écriture.
Billboard donne une bonne critique à l'album et le considère comme un « début impressionnant » et écrit : « Carey saisit avec beaucoup d'opportunités pour montrer son incroyable gamme vocale sur quelques pistes populaires mémorables comme Vision of Love ». Rolling Stone salue l'album en écrivant : « Carey débute avec un album de ballades réjouissantes R&B et dance pop, chaque composition cocrédité à Carey et à toutes les occasions pour montrer sa grande gamme vocale ». Le critique Robert Christgau donne un avis mitigé : « Elle est trop politicienne dans son courage, sa jeunesse et son attaque idéaliste de « la guerre, la misère et la douleur » : « Ne pouvons-nous pas nous accepter chacun l'autre/Ne pouvons-nous pas être nous mêmes conscients ». Elle tâtonne ce qu'elle ne connaît pas—l'amour ». Tandis qu'il donne une critique positive, Bill Lamb dit que quelques pistes de l'album sont banales : « Quelques chansons rabaissent l'album ». Les autres points faibles montrés par Lamb sont « les mélanges convenus de pistes rythmées et de ballades » qui font perdre un peu d'authenticité à l'album selon lui. Mariah Carey est nommé pour le Grammy Award de l'album de l'année en 1991. Carey gagne de la « Meilleure nouvelle artiste ».

### Commercial
Mariah Carey entre à la 80e place du Billboard 200 et atteint le top 20 au bout de quatre semaines. L'album devient numéro un après 43 semaines, grâce à l'apparition de Carey à la 33e cérémonie des Grammy Awards, et y reste onze semaines ; à ce jour c'est le plus long numéro un de Carey. Il reste dans le top 20 pendant 65 semaines et dans le classement pendant 113 semaines. Mariah Carey est certifié neuf fois disque de platine par la Recording Industry Association of America (RIAA) le 15 décembre 1999. L'album s'est vendu à 4 854 000 aux États-Unis selon Nielsen SoundScan, qui a commencé à comptabiliser les ventes en mars 1991. Il devient l'album le plus vendu de l'année 1991 aux États-Unis.
Au Canada, l'album devient numéro un dans la semaine du 20 avril 1991. À ce jour, Mariah Carey est certifié sept fois disque de platine par la Canadian Recording Industry Association (CRIA) pour la vente de 700 000 exemplaires. En Australie, il arrive en sixième position et est certifié double disque de platine par l'Australian Recording Industry Association (ARIA) puis finit sixième dans le classement annuel de 1991,. Durant la semaine du 15 septembre 1990, Mariah Carey entre à la sixième place du UK Albums Chart. Après avoir passé quarante semaines dans le hit-parade, l'album est certifié disque de platine par la British Phonographic Industry (BPI) pour la vente de 300 000 exemplaires. En 2008, l'album s'était vendu à quinze millions d'exemplaires.

## Singles
Vision of Love est le premier single de l'album et l'un des mieux critiqués de la carrière de Carey. Elle est créditée comme une influence majeure de l'utilisation du mélisme et inspira d'autres artistes. Vision of Love reçoit trois nominations aux Grammy Awards de 1991 : « Meilleure performance vocale pop féminine », « Disque de l'année » et « Chanson de l'année ». La chanson reçoit un Soul Train Music Award dans la catégorie « Meilleur single R&B/Soul, féminin » et un autre prix aux BMI Pop Awards. Elle devient numéro un aux États-Unis le 2 août 1990 et le reste pendant quatre semaines. La chanson est aussi numéro un au Canada et en Nouvelle-Zélande et atteint le top 10 en Australie, Irlande, Pays-Bas et Royaume-Uni. À côté de son succès, elle est acclamée par les critiques. Lors d'une critique de l'album en 2005, Entertainment Weekly trouve la chanson « inspirée » et complimente l'utilisation de la voix de sifflet dans la chanson. De plus, Rolling Stone dit que « les notes virevoltantes qui décorent les chansons comme Vision of Love ont inspiré toute la gamme d'American Idol, pour le meilleur et pour le pire, et presque toutes les autres chanteuses R'n'B pop ». Bill Lamb d'About.com dit que « Vision of Love est l'une des meilleures chansons que Mariah a enregistré durant sa carrière [...] C'est simplement l'une des meilleures entrées d'artiste jamais eu parmi les artistes pop ».
Love Takes Time est le second single. Elle est la seconde chanson de Carey à devenir numéro un aux États-Unis et la troisième au Canada,. Tandis que la chanson a du succès dans son pays d'origine, Love Takes Time atteint le top 10 en Nouvelle-Zélande et le top 40 en Allemagne, Pays-Bas et Royaume-Uni. Someday, le troisième single, rencontre le même succès que Love Takes Time et est numéro un aux États-Unis et au Canada,. En Australie, elle est en dehors du top 40 et atteint la 38e place en France et au Royaume-Uni,,. I Don't Wanna Cry, le dernier single aux États-Unis, est aussi numéro un aux États-Unis. Il devient le quatrième numéro un de Carey et finit à la 25e place du classement annuel. La chanson culmine à la seconde position au Canada et la 49e en Australie,. Carey devient la première artiste dont les cinq premiers singles sont devenus numéro un dont quatre issus de Mariah Carey. Un cinquième single, There's Got to Be a Way, sort uniquement au Royaume-Uni et atteint la 54e position.

## Promotion

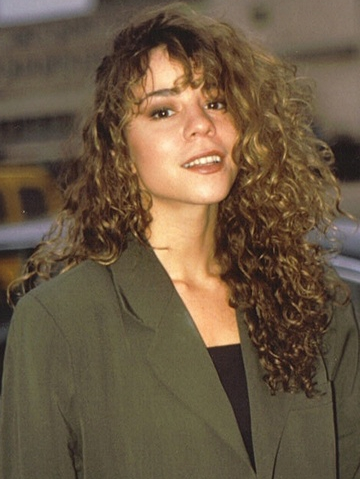
Mariah Carey sortant du Shepherd's Bush Theatre après la promotion de son single "Vision of Love" dans l'émission The Wogan Show, en 1990.

À côté de la forte promotion de Sony Music, Carey participe à plusieurs émissions télévisées et cérémonies de remises de prix à travers le monde. La première apparition télévisée de Carey remonte aux Playoffs NBA 1990 où elle chante America the Beautiful. Quelque temps après, elle interprète Vision of Love aux The Arsenio Hall Show et The Tonight Show. En septembre 1990, Carey apparaît à Good Morning America où elle interprète une version a capella de Vision of Love avec Billy T. Scott Ensemble. Vision of Love est reprise lors de nombreuses apparitions comme les Grammy Awards de 1991 et The Oprah Winfrey Show en Amérique ainsi que The Veronica Countdown (Pays-Bas) et Wogan Show (Royaume-Uni). Carey interprète Vision of Love dans toutes ses tournées sauf lors de l'Angels Advocate Tour.
La promotion de l'album continue avec les singles suivants. Carey interprète Love Takes Time aux The Arsenio Hall Show et The Tattoo Club. Le troisième single de Mariah Carey, Someday, est interprété lors des American Music Awards de 1991, ce qui l'aide à devenir numéro un. Le quatrième single, I Don't Wanna Cry est devenu numéro un sans aucune promotion immédiate et Carey n'interprète pas la chanson avant le Music Box Tour en 1993. Alors que la promotion de Mariah Carey se termine, Sony sort There's Got to Be a Way en cinquième single au Royaume-Uni. La plupart de ces chansons sont reprises lors du Music Box Tour. Vision of Love et I Don't Wanna Cry feront partie du Daydream World Tour.

## Liste des titres
| 1.    | Vision of Love          | Mariah Carey, Ben Margulies         | Rhett Lawrence, Narada Michael Walden | 3:28 |
| 2.    | There's Got to Be a Way | Mariah Carey, Ric Wake              | Ric Wake, Narada Michael Walden       | 4:53 |
| 3.    | I Don't Wanna Cry       | Mariah Carey, Narada Michael Walden | Narada Michael Walden                 | 4:47 |
| 4.    | Someday                 | Mariah Carey, Ben Margulies         | Ric Wake                              | 4:06 |
| 5.    | Vanishing               | Mariah Carey, Ben Margulies         | Mariah Carey                          | 4:11 |
| 6.    | All in Your Mind        | Mariah Carey, Ben Margulies         | Ben Margulies, Ric Wake               | 4:43 |
| 7.    | Alone in Love           | Mariah Carey, Ben Margulies         | Rhett Lawrence                        | 4:11 |
| 8.    | You Need Me             | Mariah Carey, Rhett Lawrence        | Rhett Lawrence                        | 3:51 |
| 9.    | Sent from Up Above      | Mariah Carey, Rhett Lawrence        | Rhett Lawrence                        | 4:05 |
| 10.   | Prisoner                | Mariah Carey, Ben Margulies         | Ric Wake                              | 4:22 |
| 11.   | Love Takes Time         | Mariah Carey, Ben Margulies         | Walter Afanasieff                     | 3:48 |
| 46:41 |                         |                                     |                                       |      |

## Crédits
| Personnel - Mariah Carey – chant, chœurs - Ben Margulies – batteries, claviers, programmation - Narada Michael Walden – batteries - Ren Klyce – batteries, Fairlight CMI - Joe Franco – batteries, percussions, programmation - Ric Wake – programmation - Omar Hakim – batteries - Jimmy Rip – guitares - Chris Camozzi – guitares acoustiques, guitares électriques - David Williams – guitares - Michael Landau – guitares - Vernon Reid – guitares - Nile Rodgers – guitares - Rhett Lawrence – claviers - Louis Biancaniello – claviers, basse, programmation - Richard Tee – piano - Marcus Miller – basse - Walter Afanasieff – cors, claviers, synthétiseurs, basse - Billy T. Scott – chœurs - The Billy T. Scott Ensemble – chœurs - Fonzie Thornton – chœurs | Production - Mariah Carey – arrangement, arrangements vocaux - Ben Margulies – arrangement - Chris Toland – arrangement, ingénieur - Walter Afanasieff – arrangement - Narada Michael Walden – arrangement, production - Ric Wake – arrangement - Rich Tancredi – arrangement - Patrick Dillet – ingénieur, enregistrement, mixage - Bob Cadway – ingénieur, enregistrement, mixage - Rhett Lawrence – enregistrement, mixage, arrangement - Dana Jon Chapelle – ingénieur, mixage - Manny LaCarrubba – ingénieur - Larry Alexander – mixage - Bob Ludwig – mastering, Masterdisk - Howie Weisburg – mastering, Masterdisk - Tommy Mottola – producteur exécutif |

## Classements et certifications
| Pays                                        | Position | Certification |
| ------------------------------------------- | -------- | ------------- |
| Australie                                   | 6        | 2 × Platine   |
| Canada                                      | 1        | 7x Platine    |
| Espagne                                     | 35       | Or            |
| Japon                                       | 48       | –             |
| Norvège                                     | 4        | –             |
| Nouvelle-Zélande                            | 4        | 4x Platine    |
| Pays-Bas                                    | 6        | Platine       |
| Royaume-Uni                                 | 6        | Platine       |
| Suède                                       | 8        | Platine       |
| Suisse                                      | 15       | Or            |
| États-Unis Billboard 200                    | 1        | 9x Platine    |
| États-Unis Billboard Top R&B/Hip-Hop Albums | 3        | 9x Platine    |

| Pays       | Position | Année | Période   |
| ---------- | -------- | ----- | --------- |
| États-Unis | 27       | 1999  | 1990-1999 |

### Classements des singles
| 1990                             | Vision of Love          | 1 | 1 | 17 | 9  | 1 | 25 | 8  | 1  | 9  | 24 | - AUS : Or - NZ : Or - ÉU : Or - Ventes RU : 170 000 |
| 1990                             | Love Takes Time         | 1 | 1 | 57 | 14 | 1 | –  | 24 | 9  | 37 | –  | - ÉU : Or                                            |
| 1990                             | Someday                 | 1 | 3 | –  | 44 | 5 | 38 | 29 | 14 | 38 | –  | - ÉU : Or                                            |
| 1991                             | I Don't Wanna Cry       | 1 | 2 | –  | 49 | 7 | –  | –  | 13 | –  | –  | - ÉU : Or                                            |
| 1991                             | There's Got to Be a Way | – | – | –  | –  | – | –  | –  | –  | –  | 54 | –                                                    |
| "–" Aucune entrée/certification. |                         |   |   |    |    |   |    |    |    |    |    |                                                      |

## Compléments